# 百合子さんの絵本 〜陸軍武官・小野寺夫婦の戦争〜
『終戦スペシャルドラマ「百合子さんの絵本 〜陸軍武官・小野寺夫婦の戦争〜」』（ゆりこさんのえほん 〜りくぐんぶかん・おのでらふうふのせんそう〜）は、2016年7月30日 21:00 - 22:30にNHK総合で放送された夫婦の愛と絆を描くスペシャルドラマである。平成28年度文化庁芸術祭参加作品。原案は岡部伸のノンフィクション「消えたヤルタ密約緊急電」。

## あらすじ

### 日本
1940年（昭和15年）、参謀本部陸軍大佐の小野寺信はスウェーデンの首都ストックホルムの駐在武官を命じられた。1941年（昭和16年）1月、信は単身赴任する。第二次世界大戦下のヨーロッパは同盟国のドイツが周辺国を占領し、いつイギリスに攻め込むかという状況だった。しばらくして、信を助けるため、4歳の悠二以外の3人の子供たちを叔母に預け、妻・百合子もストックホルムに旅立った。

### スウェーデン
ストックホルムに着いた百合子は信から至急の仕事を依頼される。それは信が掴んだドイツのソ連侵攻準備の情報を暗号化することだった。信は中立国スウェーデンは連合国・枢軸国両者のスパイが自由に闊歩する状態だと百合子に注意喚起する。
参謀本部の返信は信が送った情報を完全に無視し、早急にドイツがイギリスに攻め込む時期を探れとの指示だった。百合子は信が雇っている事務員のイワノフや参謀本部の応答のことを尋ねる。イワノフは元ポーランド軍人で、ドイツとソ連国内にスパイ網を作ったスパイの親玉であり、信もイワノフから情報を入手していた。また、参謀本部にはアジアに影響力のある米英と戦いたいと思っている連中がいるためと信は説明する。日本はアメリカと戦って勝てますかと百合子はさらに尋ねる。日本は勝てない、だからアメリカとは戦うべきではないと信は断言する。
間もなく信の情報どおりにドイツがソ連に攻め込む。開戦後、イワノフのスパイ網からドイツ不利という情報が続々集まってきた。百合子は〔ドイツ頼りの〕日米開戦不可なりと参謀本部へ電文を送り続けたが、梨の礫（つぶて）だった。ある日、電話で日本海軍がハワイを攻撃したことを小野寺夫婦は知った。
ドイツ大使の原島浩はヒトラー信奉者であり、百合子と信に参謀本部や原島が望むようなドイツに有利な報告をするように迫るが、二人とも断固拒否する。信がドイツ国防情報局のイワノフ引渡し要求に応じなかったため、ストックホルムの公園でイワノフの手下のスパイが銃殺される。運悪く、悠二がその現場を目撃してしまう。
百合子は日本に戻る潜水艦を利用して現地で買った絵本を子供たちに送りたいと信にお願いする。しかし、今の戦況では難しいと信はとり合わない。百合子は子供たちのことを顧みない信に怒りを爆発させる。イワノフと子供のどちらが大事か問うと、信は今はイワノフが大事だと冷たく答える。百合子は子供たちに犠牲を強いる軍人との結婚を後悔してると吐露する。

### ヤルタの密約
1944年（昭和19年）11月、日本とドイツの敗色が濃くなっていたので、信はイワノフを国外に逃がす。1945年（昭和20年）2月、国外へ逃げのびたイワノフからヤルタ会談の密約の情報が信の元へ届く。信は絵本を日本に戻る潜水艦に頼んだことを百合子に告げる。感謝する百合子に対し、日本滅亡を回避することが子供たちのためになると考えていたと告白する。そして、百合子に密約の暗号化をお願いする。密約はドイツ降伏後3か月以内にソ連が日本に攻め込むという内容だった。参謀本部へは、ソ連も敵に回った以上、米英との停戦を急ぐようにと報告した。5月、同盟国のドイツが全面降伏する、
ある日、信は外国の新聞に日本がアメリカとの停戦交渉をソ連を仲介にして進めているという記事を見つける。信が送った密約の情報が参謀本部内の誰かによって握り潰されていて、このままでは日本は壊滅すると大いに嘆く。8月、広島・長崎に原爆が投下される。そして、ソ連が参戦し、15日に日本は無条件降伏する。

### 戦後
1946年（昭和21年）3月、小野寺夫婦が久里浜に船で帰国すると、日本に残された子供たち全員が迎えに来ていた。スウェーデンから日本へ送った絵本は奇跡的に届いていた。信は巣鴨プリズンに連行されるが、4か月後には釈放される。その後、夫婦はスウェーデンとの貿易や翻訳に従事する。
1980年（昭和55年）頃のある日、百合子は雑誌の切り抜きを信に見せる。「二人が送った密約の情報を握り潰した参謀本部作戦班」で参謀をしていた人物が、今では財界の御意見番になっているという記事だった。このような恥知らずの人物を二度と世に出さないため、信が知る戦争の真実を話そうと出版社の座談会へ出席する。しかし、座談会に出席していた元エリート軍人たちは傷の舐め合い・愚痴の言い合いに終始する。誰も遅れた停戦、それに伴う広島・長崎の原爆投下の責任など感じていなかった。
陸軍時代の経歴に誇りを持てない信は落ち込んでいた。百合子は、二人が戦争回避のために精一杯努力したことは誇れるし、結婚生活に何も後悔はないと信を励ます。さらに百合子はスウェーデンの日々のことを本にする計画を打ち明ける。信も戦争中に何を考え、何をしたか、自分の子供たちに初めて話そうと決心する。

## キャスト
小野寺百合子
演 - 薬師丸ひろ子
職業軍人の家に生まれ、軍人の小野寺信と結婚する。第二次世界大戦下のスウェーデンで、夫の小野寺信の諜報活動を助ける。戦後はムーミンなどの児童文学の翻訳を手掛ける。
小野寺信
演 - 香川照之
ロシア語とドイツ語に堪能な日本陸軍情報武官。1940年、スウェーデン公使館の駐在武官に着任する。諜報活動の中でヤルタ会談で連合国首脳が交わした日本の命運を握る密約を入手し日本に打電する。
ペーター･イワノフ
演 - イヴォ･ウッキヴィ
元ポーランド軍の情報将校。ナチス・ドイツに占領された母国からスウェーデンに避難する。信が事務員として雇い保護している。
臼井
演 ‐ 千葉哲也
信の知人。百合子にスウェーデン行きを勧めた。
小谷幸雄
演 ‐ 山本龍二
戦後の座談会メンバー。
杉本一
演 ‐ 小倉一郎
戦後の座談会メンバー。
松木誠次
演 ‐ 三田村周三
戦後の座談会メンバー。
岡山信之
演 ‐ 菅田俊
戦後の座談会メンバー。
宇佐川太郎
演 ‐ 小林勝也
戦後の座談会メンバー。
西本大吾
演 ‐ 金田明夫
戦後の座談会メンバー。
久本正
演 ‐ 佐野史郎
戦後の座談会メンバー。
佐佐木信綱
演 - 加藤剛
明治から昭和にかけて活躍した歌人・国文学者。短歌結社「竹柏会」を主宰し、多くの歌人を育てる。百合子の歌の師。
原島浩
演 - 吉田鋼太郎
駐ドイツ大使。ヒトラー信奉者で日独伊三国同盟を推進した。架空の人物。
モデルは駐在ドイツ大使大島浩
その他
演 - 利重剛、戸田昌宏

## スタッフ
- 制作統括 - 訓覇圭
- 原案 - 岡部伸（元産経新聞ロンドン支局長）『消えたヤルタ密約緊急電: 情報士官・小野寺信の孤独な戦い』新潮社、2012年8月。ISBN 978-4-10-603714-6。 - 第22回山本七平賞受賞作[2]
- 脚本 - 池端俊策
- 演出 - 柳川強
- 音楽 - 千住明

## 製作
香川照之は実在の人物を演じる時は、その人の写真をジッと見て顔や体つきを確認し、その人物の顔にどれだけ似せられるかにこだわっている。今回の小野寺信の場合は数多くのメガネの中からピタッと合う物を見つけた時にいけると思った。香川は劇中で使うドイツ語・ロシア語の特訓もしている。
薬師丸ひろ子は小野寺百合子の35歳から75歳まで演じているが、若い時も老けメイクを施し、年老いた時に不自然とならないようにしている。監督が暗号文の作り方にこだわりがあったので、薬師丸も少し暗号が書けるようになった。夫婦ゲンカのシーンは相手が香川だったのでリアルになったと薬師丸は話している。
ドラマの打ち上げで薬師丸は持ち歌を4曲披露し、それを聴いた香川は非常に感動した。

## サウンドトラック
音楽は千住明が手がけた。サウンドトラックは2016年7月31日にAs Voxより発売された。
トラックリスト
| #   | タイトル                                                 | 作詞 | 作曲・編曲 |
| --- | -------------------------------------------------------- | ---- | ---------- |
| 1.  | 「百合子さんの絵本〜歓喜の歌（交響曲第9番第4楽章より）」 |      |            |
| 2.  | 「とある夕べの風景」                                     |      |            |
| 3.  | 「軍人の本分」                                           |      |            |
| 4.  | 「招かれざる客」                                         |      |            |
| 5.  | 「薄暮の空へ」                                           |      |            |
| 6.  | 「武官の妻であること」                                   |      |            |
| 7.  | 「「交響曲第9番第4楽章」より」                           |      |            |
| 8.  | 「見えざる意志」                                         |      |            |
| 9.  | 「武官の妻であること2」                                  |      |            |
| 10. | 「通告」                                                 |      |            |
| 11. | 「狂信者」                                               |      |            |
| 12. | 「届かぬことば」                                         |      |            |
| 13. | 「早鐘」                                                 |      |            |
| 14. | 「「交響曲第9番第4楽章」より」                           |      |            |
| 15. | 「終焉の時」                                             |      |            |
| 16. | 「邂逅」                                                 |      |            |
| 17. | 「いのちの歌」                                           |      |            |
| 18. | 「諦念（交響曲第9番第4楽章より「歓喜の歌」）」           |      |            |
| 19. | 「信ずるもの」                                           |      |            |
| 20. | 「奇跡の扉」                                             |      |            |
| 21. | 「百合子さんの絵本」                                     |      |            |

## 作品の評価
朝日新聞で後藤洋平は、ほぼ香川照之と薬師丸ひろ子の2人芝居でドラマは構成され、彼らの気迫と優しさに満ちた演技は見応えがあったと評価する。
毎日新聞は上品で控えめな優しい母が諜報活動を手伝っていたという予想外の実話、言わば「知られざる戦争体験」であると指摘し、戦後に百合子が夫婦や家族の絆を描く絵本の翻訳を手がけたことも、戦争とは無関係ではなかった点も興味深いとしている。
見どころとして、昭和の母を演じることでは定評のある薬師丸ひろ子の包容力を感じさせる演技、重みある演技の中に微妙なニュアンスを表現する香川照之の見事さ、吉田剛太郎の嫌味な役を挙げている。
産経新聞ではベートーヴェンの「第九」が効果的に使われ、平和を願う強いメッセージとなっていると解説している。また、小野寺信が過去と向き合う決意したことによって、私たちは〔知られざる戦争の〕真実を知ることができたとも述べている。

## 関連書籍
- 小野寺百合子『バルト海のほとりにて: 武官の妻の大東亜戦争』共同通信社、1985年12月。ISBN 4764101785。 - 小野寺百合子による著書
  - 朝日文庫、朝日新聞社、1992年9月。ISBN  4022607238
  - 新板、共同通信社、2005年7月。ISBN 978-4-7641-0557-7
- 大鷹節子『戦争回避の英知: 和平に尽力した陸軍武官の娘がプラハで思うこと』朝日新聞出版、2009年6月30日。ISBN 978-4-02-100167-3。 - 小野寺夫婦の次女による著書